# تتسویا توتسوکا
تتسویا توتسوکا (به انگلیسی: Tetsuya Totsuka) بازیکن فوتبال اهل ژاپن و عضو تیم ملی فوتبال ژاپن است که در تاریخ ۲۲ دسامبر ۱۹۸۰ میلادی اولین بازی ملی‌اش را انجام داد. او در ۱۸ بازی ملی حضور داشت و آخرین بازی ملی خود را در تاریخ ۳ نوامبر ۱۹۸۵ میلادی انجام داد. تتسویا توتسوکا در بازی‌های ملی‌اش
۳ گل به ثمر رساند.